# Aprionus interruptus
Aprionus interruptus är en tvåvingeart som beskrevs av Junichi Yukawa 1967. Aprionus interruptus ingår i släktet Aprionus och familjen gallmyggor. Inga underarter finns listade i Catalogue of Life.